# Prager Börse

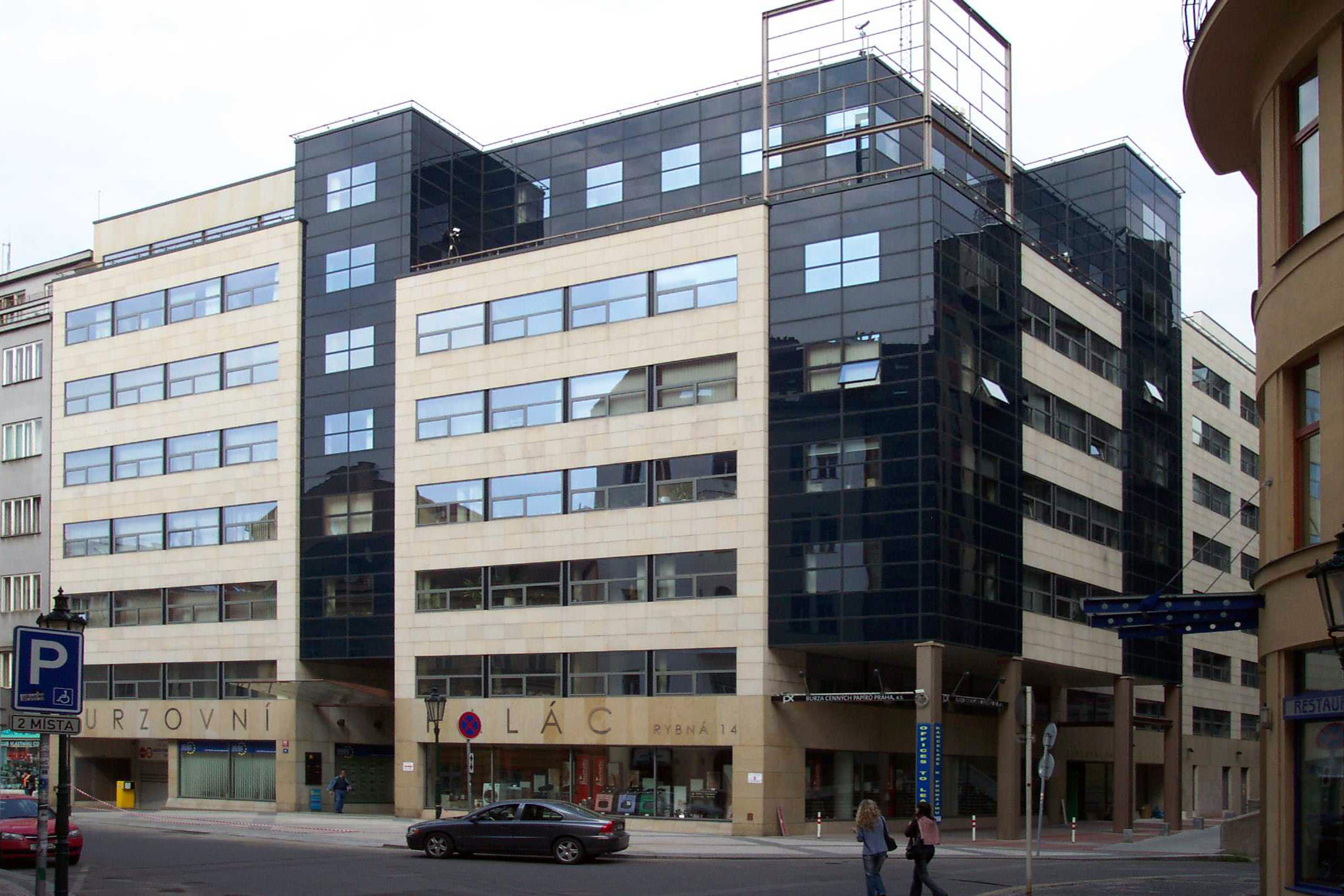
Prager Börse.

Die Prager Börse (tschechisch: Burza cenných papírů Praha) ist eine Wertpapierbörse in Prag und Hauptorganisator für den Aktienmarkt in Tschechien. Sie wird von der Wiener Börse betrieben.
Der Handel mit Aktien an der Prager Börse basiert auf einer Mitgliedschaft, was bedeutet, dass nur genehmigte Händler Zugang zum Handelssystem haben. Die Prager Börse ist Dritteleigentümerin der Energiebörse Power Exchange Central Europe (PXE), welche zur EEX Group gehört.

## Indizes
Börsenindex der Prager Börse ist der PX Index. Der Czech Traded Index (CTX) der Wiener Börse besteht aus den umsatzstärksten Aktien, die an der Prager Börse gelistet sind.

## Geschichte

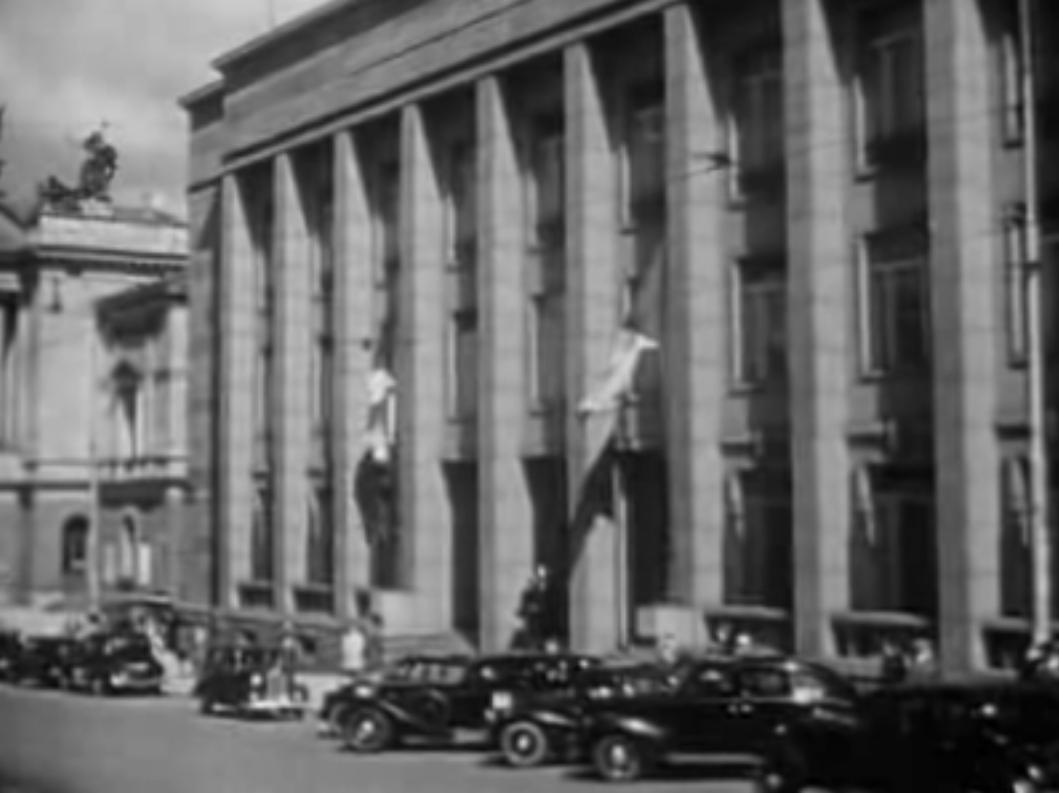
Gebäude der Prager Börse vor 1948

Die Prager Waren- und Wertpapierbörse wurde am 17. April 1871 gegründet. Besondere Bedeutung erlangte der Handel mit Zucker aus böhmischen Zuckerrüben. 1914 wurde die Tätigkeit aufgrund des Ersten Weltkriegs eingestellt. Nach der Gründung der Ersten Tschechoslowakischen Republik wurde 1919 der Wertpapierhandel wieder aufgenommen, ab 1920 auch in Fremdwährungen. Dank der erfolgreichen Währungspolitik von Finanzminister Alois Rašín kam es zu einem starken Aufschwung. 1938 wurde das Börsengebäude am Wenzelsplatz eröffnet, das heute vom Nationalmuseum genützt wird. Ein Jahr später beendete der Einmarsch der Wehrmacht den Handel an der tschechischen Börse. Versuche zur Wiederbelebung nach Kriegsendete wurden durch den kommunistischen Umsturz zunichtegemacht und die Prager Börse im April 1948 geschlossen.
Die Börse wurde erst am 24. November 1992 neu gegründet und nahm am 4. April 1993 den Handel wieder auf. Die österreichische Erste Bank wurde am 1. Oktober 2002 das erste ausländische notierte Unternehmen. Durch die Mitgliedschaft Tschechiens in der EU am 1. Mai 2004 wurde die Prager Börse automatisch volles Mitglied der Vereinigung europäischer Börsen.
2008 erwarb die Wiener Börse die Mehrheitsanteile in Prag und fasste die Beteiligungen in Mitteleuropa in der Börsenholding CEESEG zusammen, die 2020 wieder aufgelöst wurde. Die Börsengruppe Wien und Prag wird seither direkt von der Wiener Börse betrieben.

## Unternehmen im PX Index
- ČEZ
- Colt CZ
- Erste Group
- Gevorkyan
- Kofola
- Komerční banka
- Moneta Money Bank
- Philip Morris ČR
- Photon Energy
- Primoco UAV
- Vienna Insurance Group

(Stand: Januar 2025)

## Mitgliedschaften
Sie ist in der:
- Sustainable Stock Exchanges Initiative